# Phostria sericealis
Phostria sericealis là một loài bướm đêm trong họ Crambidae.